# Nahuel Pérez Biscayart
Nahuel Pérez Biscayart (ur. 6 marca 1986 w Buenos Aires) – argentyński aktor filmowy. 
Aktor znany głównie z roli we francuskim dramacie 120 uderzeń serca (2017) Robina Campillo, za którą otrzymał Cezara dla najbardziej obiecującego aktora oraz nominację do Europejskiej Nagrody Filmowej dla najlepszego aktora.

## Filmografia
- 2017 – 120 uderzeń serca
- 2020 – Poufne lekcje perskiego